# Neoptolemos
Neoptolemos var søn af krigeren Achilleus og prinsessen Deidamia i den græske mytologi. Neoptolemos blev også kaldt Pyrros pga. hans røde hår.